# Landakotskirkja
Landakotskirkja (isl. Basilíka Krists konungs, Dómkirkja Krists Konungs) er katedralen i det katolske stift i Reykjavík, Island. Den kaldes  også Kristskirkja og ligger på en bakke vest for Reykjavík. Paven gav 1999 kirken æresbetegnelsen Basilika minor − latin for "mindre basilika". 
De første katolske præster der kom til Island efter Reformationen var franskmændene Bernard Bernard (†1895) og Jean-Baptiste Bates  (†1875) i det 19. århundrede.  De købte ejendommen Landakot og opførte dér et lille kapel i 1864. Kort efter blev der bygget en lille trækirke på Túngata i nærheden.
Efter  1. verdenskrig og grundlæggelsen af det apostoliske vikariat ("bispedømme på prøve") i Reykjavik voksede ønsket hos islandske katolikker om at bygge en større kirke. Arkitekt var Guðjón Samúelsson der tegnede en kirke i nygotisk stil. Kirken var på det tidspunkt den største i landet og blev indviet 23. juli 1929.
Tårnet er uden spir efter engelske og irske forbilleder. Byggematerialet var beton, og som ved Hallgrímskirkja benyttede Guðjón Samúelsson også her basaltformationer som inspiration til udformning af pilastrenes profiler.
Den eneste katolske skole i Island findes i tilknytning til kirken.

## Galleri
| - Udsigt over havnen med kirken i højre side - Statue af Maria, detalje fra sidealteret - Heraldisk ornaments for "basilica minor" |